# Johnny Hansen (calciatore 1966)
Johnny Anker Hansen (Odense, 11 luglio 1966) è un ex calciatore danese, di ruolo centrocampista.

## Palmarès

### Club

#### Competizioni nazionali
- Campionato danese: 1

Odense: 1989
- Landspokalturneringen: 2

Odense: 1991
Silkeborg: 2001
- KNVB beker: 1

Ajax: 1993

#### Competizioni internazionali
- Coppa UEFA: 1

Ajax: 1992
- Coppa Intertoto UEFA: 1

Silkeborg: 1996

### Nazionale
- Confederations Cup: 1

Arabia Saudita 1995